# Teoria de l'actor-xarxa
La teoria de l'actor-xarxa, traducció de l'expressió anglesa actor-network theory, és un mètode i teoria social contemporània immersa en el constructivisme social desenvolupada, a partir de la dècada del 1980 per Michael Callon, Bruno Latour i John Law, entre altres autors. Una de les seves característiques més rellevants és el trencament amb els postulats de la sociologia moderna o sociologia del social, que atribuïa el poder d'aglutinant social a les institucions. En la teoria de l'actor-xarxa els actors d'allò social tenen la característica d'ésser materialment heterogenis, és a dir, poden ser humans o no-humans i, per tant, molt diversos. La confluència dels diferents actors i les relacions i mediacions que s'estableixen entre ells permetran, o no, enfortir i consolidar la xarxa.

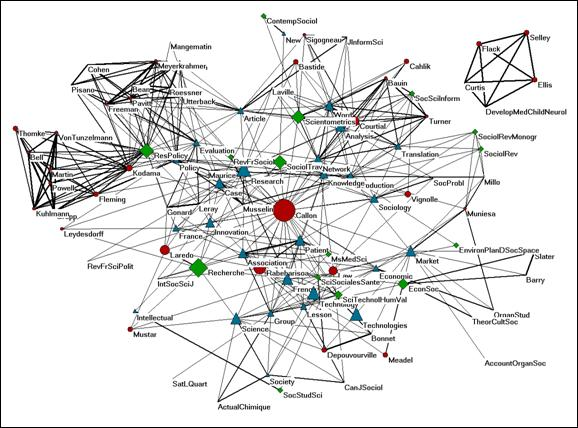
Representació Map- 48 autors- Michel Callon

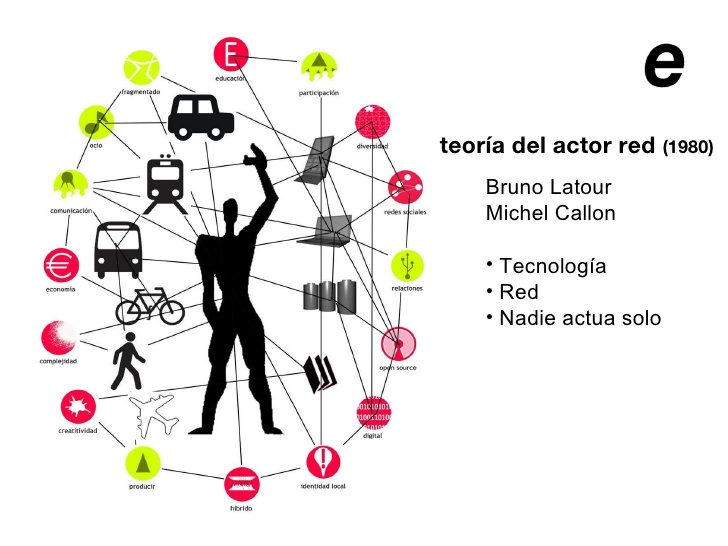
Recol·lectors urbans

Originalment, la teoria, influenciada per la sociologia del coneixement científic i el seu Programa Fort i conceptualitzada com a sociologia de la traducció, sociologia de les associacions o sociologia de la innovació, neix de l'estudi social de la ciència. En un principi, el focus d'atenció era la vida al laboratori, per tant, els mediadors eren producte de la tècnica o de les innovacions tècniques. Inicialment, Latour i Callon s'interessen sobretot a les condicions de producció dels fets científics al laboratori. L'important és estudiar el procés científic mentre s'està fent i, per això, els estudiosos es valen de dos recursos en els seus treballs de camp: els estudis de laboratoris i els estudis de controvèrsies. La conceptualització de la teoria, però, va evolucionar fins a considerar els mediadors com a objectes ideals o simbòlics, permetent d'aquesta manera realitzar també anàlisis epistemològiques. Per tant, posicionada en la sociologia crítica, el factor diferenciador amb altres sociologies rau en el tracte que la Teoria del Actor-Xarxa dona als actors amb l'objectiu de fer de la sociologia una ciència empírica que, en essència, estudií les controvèrsies sobre les associacions d'objectes heterogenis.
Latour i Callon preferien la denominació "sociologia de la traducció" a causa de les interferències que el terme xarxa pot crear amb el cos conceptual de la teoria. Per a Latour allò important en la teoria no són els nòduls de la xarxa, que hom tendeix a considerar en el terme "actor-xarxa"; aquests nòduls no existeixen com a tal. La xarxa, segons Latour, "no és la cosa, és la representació de la cosa·, per tant, allò important en la teoria són les associacions, és a dir, allò que uniria els nòduls de la xarxa. Aquests enllaços i els mediadors que permeten els enllaços són el centre del món social, no l'agent, la persona, el membre o el participant."
Per tal de poder utilitzar aquesta teoria com a eina crítica cal estar familiaritzat, per una banda, amb una sèrie de conceptes clau o infrallenguatge que componen la teoria, i per altra banda, cal conèixer la seva metodologia analítica. Per tant, s'hauran de conèixer conceptes, com a actor o actant, xarxa, actor-xarxa, mediador, intermediari, caixa negra o traducció. Per a la part metodològica haurem d'aprendre a desplegar controvèrsies, seguir-ne la seva estabilització i veure com aquesta dona un nou sentit al fet de formar part del col·lectiu.

## Conceptes clau[2]
Caixa negra: aquest terme utilitzat per Steve Woolgar, es refereix a la concepció tradicional de la ciència com un domini tancat i autònom que no es qüestiona i que deté i emet certeses. El terme és extensible als àmbits tecnològic o cientificotecnològic i segons Woolgar, en el marc dels Estudis Socials del Coneixement Científic, cal obrir aquesta "caixa negra" per a poder veure com es produeixen els fets científics. Lluny de dependre exclusivament de l'àmbit científic, la construcció d'un fet científic depèn de tota una sèrie de persones, objectes i entitats i està doncs relacionada amb ideologies, qüestions polítiques, econòmiques, tecnològiques, circumstancials, etc.
Xarxa: cal insistir en la seva heterogeneïtat: és una organització que reuneix humans i no-humans els quals actuen com a intermediaris o mediadors els uns amb els altres. Per reconstituir una xarxa és important no encasellar els diferents elements que es dedueixen d'una observació, ben al contrari, cal relacionar totes les entitats que hi participen.
Actors (o actants): són totes aquelles entitats humanes o no humanes implicades en la xarxa. Així, a part de les persones també poden ser actors animals, objectes -com aparells de mesures, microscopis, estris utilitzats en les proves científiques- o encara els informes a l'abast, les informacions externes de què es disposa, els discursos emesos, les institucions implicades etc.
Controvèrsia: sempre precedeix l'enunciat d'un fet científic o tecnològic i el seu estudi revela les etapes de la construcció d'un fet científic o tecnològic i els actors presents en el procés de construcció d'aquest fet.
Traducció: la teoria de l'actor-xarxa també rep el nom de "sociologia de la traducció", ja que l'extensió i l'enfortiment d'una xarxa és una activitat fonamental i el procés pel qual es realitzen les associacions s'anomena traducció. Això es deu al fet que una entitat que desitja estendre's ha de canalitzar, a més dels seus propis interessos, els interessos d'altres entitats, així els interessos inicials han estat traduïts. Alhora, es remodelen els objectius de manera que siguin comuns a les diferents entitats que s'associïn. La traducció és un procés dinàmic i, per tant, no és mai definitiva sinó constantment renovable.
La traducció implica una transformació en establir lligams entre diferents entitats o activitats i en formular objectius comuns. Generalment, tot procés de traducció passa per l'anàlisi de les controvèrsies a través de les quals s'aprecia com el debat entre les diferents posicions construeix els fets. Un cop s'han estabilitzat les controvèrsies, els fets es poden enunciar. La traducció es realitza mitjançant la mediació de portaveus de les diferents entitats involucrades les quals poden, així, difondre's i ser representades en els espais de negociacions a través dels quals les xarxes s'elaboren.

## Principis fonamentals
- Es defuig una concepció d'un món modern fragmentat i dividit amb separacions impermeables i es mostra, al contrari, que la realitat es pot aprehendre de manera més unitària. S'entén el món com un sistema de xarxes no en el sentit de la xarxa d'Internet sinó com a xarxes teixides per l'associació, la formació de col·lectius i el conjunt de relacions i les mediacions que les uneixen.

- Es rebutgen les dicotomies o concepcions que oposen o separen el fet social dels fets científic o tecnològic, l'humà del no-humà, la política de la ciència o la societat de la natura. En aquest sentit, el fet social està constituït tant pel que és tècnic o científic com pel que és social. És més, s'afirma que el que manté la societat és el conjunt de actors no-humans.

- S'aplica el principi de simetria a l'hora d'estudiar un fet científic o tecnològic de manera doble: d'una banda en donar igual importància als actors humans com no humans, la tasca del sociòleg consisteix en mostrar que els actors humans es configuren i reconfiguren al voltant dels actors no-humans. D'altra banda, la simetria s'aplica en considerar tant els fets científics o tecnològics que es van imposar com els intents que van causar controvèrsies i no es van consolidar.

- El coneixement circula per traduccions successives, hi ha una aproximació i una adaptació progressiva dels coneixements que, en tot moment, poden ser qüestionats per controvèrsies.